# Beaubray
Beaubray település Franciaországban, Eure megyében. Lakosainak száma 338 fő (2022. január 1.). Beaubray Marbois, Conches-en-Ouche és Nagel-Séez-Mesnil községekkel határos.

## Népesség
A település népességének változása:
| Lakosok száma | 227  | 222  | 254  | 277  | 309  | 322  | 318  | 330  | 336  | 338  |
|               | 1968 | 1982 | 1990 | 2006 | 2013 | 2015 | 2017 | 2019 | 2020 | 2022 |